# Гаврилівська сільська рада (Надвірнянський район)
| Гаврилівська сільська рада — орган місцевого самоврядування у Надвірнянському районі Івано-Франківської області з адміністративним центром у с. Гаврилівка. Водоймища на території, підпорядкованій даній раді: річка Велесничка. Сільській раді підпорядковані населені пункти: - с. Гаврилівка — населення 2 767 ос.; площа 31,601 км² |

## Склад ради
Рада складається з 16 депутатів та голови.

### Керівний склад ради
| ПІБ                        | Основні відомості                                                 | Дата обрання | Дата звільнення |
| -------------------------- | ----------------------------------------------------------------- | ------------ | --------------- |
| Василишин Роман Васильович | Сільський голова, 1964 року народження, освіта, безпартійний      | 26.03.2006   | 31.10.2010      |
| Даців Роман Васильович     | Сільський голова, 1960 року народження, освіта вища, безпартійний | 15.05.2011   | 18.07.2013      |

Примітка: таблиця складена за даними джерела